# Monteverdia crassipes
Monteverdia crassipes  es una especie de planta fanerógama perteneciente a la familia  Celastraceae. Es endémica de Jamaica. 

## Distribución
Es conocida sólo de las parroquias centrales y occidentales, donde se encuentra en los bosques en suelos de piedra caliza.

## Taxonomía
La especie fue descrita como Maytenus crassipes por Ignatz Urban y publicada en Symbolae Antillanae seu Fundamenta Florae Indiae Occidentalis 5(3): 404 en 1908.
En una revisión taxonómica en 2017 a partir de estudios filogenéticos, 123 especies anteriormente clasificadas dentro del género Maytenus pasaron a Monteverdia, entre ellas Maytenus crassipes, por lo que Monteverdia crassipes fue descrita como tal por primera vez por el botánico brasileño Leonardo Biral et al. y publicada en Systematic Botany 42 (4): 688 en 2017.

#### Basónimo
- Maytenus crassipes Urb., 1908

Etimología
Maytenus: nombre genérico de  maiten, mayten o mayton, un nombre mapuche para la especie tipo Maytenus boaria.
crassipes: epíteto latíno que significa "con el pie grueso"